# Full Gear (2022)
Full Gear (2022) est un Pay-per-view de catch (lutte professionnelle) produit par la promotion américaine All Elite Wrestling. Il a eu lieu le 19 novembre 2022 au Prudential Center, à Newark (New Jersey). Il s'agit de la quatrième édition de Full Gear

## Contexte
Les spectacles de la All Elite Wrestling (AEW) sont constitués de matchs aux résultats prédéterminés par les scénaristes de la AEW. Ces rencontres sont justifiées par des storylines – une rivalité entre catcheurs, la plupart du temps – ou par des qualifications survenues dans les shows de la AEW. Tous les catcheurs possèdent un gimmick, c'est-à-dire qu'ils incarnent un personnage gentil (Face) ou méchant (Heel), qui évolue au fil des rencontres. Un événement comme Full Gear est donc un événement tournant pour les différentes storylines en cours.

## Tableau des matchs
| Ordre par numéros | Résultat | Stipulation(s) | Temps |
| --- | --- | --- | ----- |
| 1P | Best Friends (Orange Cassidy, Trent Beretta et Chuck Taylor), Rocky Romero et Danhausen battent The Factory (QT Marshall, Aaron Solo, Lee Johnson, Nick Comoroto et Cole Karter) | 10-Man Tag Team match | 11:55 |
| 2P | Ricky Starks bat Brian Cage (avec Prince Nana) | Match simple - Demi-finale du tournoi pour devenir aspirant n°1 au AEW World Championship à Dynamite: Winter is Coming Le vainqueur affrontera Ethan Page en finale à Dynamite. | 10:00 |
| 3P | Eddie Kingston (avec Ortiz) bat Jun Akiyama | Match simple | 10:30 |
| 4 | "Jungle Boy" Jack Perry bat Luchasaurus (avec Christian Cage) par soumission | Steel Cage match | 18:40 |
| 5 | Death Triangle (PAC et The Lucha Brothers) (c) battent The Elite (Kenny Omega et les Young Bucks) (avec Don Callis, Brandon Cutler et Michael Nakazawa)                          | Trios match pour les AEW World Trios Championship | 18:40 |
| 6 | Jade Cargill (c) (avec Kiera Hogan et Leila Grey) bat Nyla Rose (avec Marina Shafir et Vickie Guerrero)                                                                          | Match simple pour le AEW TBS Championship | 8:00  |
| 7 | Chris Jericho (c) bat Bryan Danielson, Claudio Castagnoli et Sammy Guevara | Fatal 4-Way match pour le ROH World Championship | 21:30 |
| 8 | Saraya bat Dr Britt Baker D.M.D | Match simple | 12:30 |
| 9 | Samoa Joe bat Powerhouse Hobbs et Wardlow (c) par soumission | 3-Way match pour le AEW TNT Championship | 9:55  |
| 10 | Darby Allin et Sting battent Jay Lethal et Jeff Jarrett | Tag Team match | 11:00 |
| 11 | Jamie Hayter bat Toni Storm (c) | Match simple pour le AEW Women's World Championship par intérim | 15:00 |
| 12 | The Acclaimed (Anthony Bowens et Max Caster) (c) (avec Billy Gunn) battent Swerve in Our Glory (Keith Lee et Swerve Strickland)                                                  | Tag Team match pour les AEW World Tag Team Championship | 19:40 |
| 13 | MJF bat Jon Moxley (c) (avec William Regal) | Match simple pour le AEW World Championship MJF encaisse son jeton du Casino Ladder match                                                                                       | 23:15 |
| La lettre C placée entre parenthèses désigne la personne ou l’équipe championne en titre. P – indique que le match a eu lieu lors du pré-show | | |       |